# Szuperdod kalandjai
A Szuperdod kalandjai (eredeti cím: Duck Dodgers) 2003-tól 2005-ig futott amerikai 2D-s számítógépes animációs vígjátéksorozat, amelyet Spike Brandt és Tony Cervone, a Szuperdod kalandjainak író-rendezői a Looney Tunes veteránjainak számítanak. Mindketten közreműködtek az 1994-es Carrotblanca című rövidfilm elkészítésében. Brandt rendezte a Little Go Beep-et is, amely film a Kengyelfutó gyalogkakukk konfliktus eredetét mutatja be. Cervone volt a Space Jam című animációs-élő film animációs társrendezője, s ő írta az Animating the Looney Tunes Way-t is.

## Cselekmény
50 év után korszerűsítették a koncepciót, kifényesítették az űrhajót és Szuperdod újult erővel jelenik meg – a Föld és a Mars közti ellentét elmélyülését elénk táró – akció/komédia sorozatban. A "Szuperdod kalandjai a 24 1/2 században" Chuck Jones Flash Gordon mozisorozatának egyik nagyszerű eleme, amelyben Szuperdod és Röfiprof ifjonc Űrkadét, az X bolygóért küzd meg a gonosz marslakóval. Ez az egyetlen hely az univerzumban, ahol még fellelhető az aludium fozdex, vagyis a borotvahab-atom. Szuperdod egy szerencsétlen flótás, aki a 21. században befagyott egy űrhajóba, s csak 351 év múlva szabadult ki onnan. Cselszövések és hazugságok útján viszont sikerült meggyőznie a Föld Védelmi Protektorátusát, hogy ő egy 21. századi hős, akinek űrhajót és legénységet adnak. Ők alkotják a "galaktikus erőket", s össze kell fogniuk a Föld legnagyobb ellenségével; a Marssal és Mars parancsnokkal, X-2-vel.

## Szereplők
Szuperdod: Szuperdod egy szerencsétlen flótás, aki a 21. században befagyott egy űrhajóba, s csak 351 év múlva szabadult ki onnan. Cselszövések és hazugságok útján viszont sikerült meggyőznie a Föld Védelmi Protektorátusát, hogy ő egy 21. századi hős, akinek űrhajót és legénységet adnak. Ha ugyan sorra gyűjti be a különböző díjakat és dicséreteket, semmit nem tesz érte, (az egyik epizódban például Röfiprofnak köszönhetően újult meg a diplomája), Röfipofé az érdem. Eredeti Bolondos dallamok szereplő: Dodó kacsa.
Röfipof ifjonc Űrkadét: Egy kis sertésmalac, Röfipof ifjonc űrkadét, merész fiatal hős és Szuperdod hű követője. Leglenyűgözőbb képessége, hogy képes figyelmen kívül hagyni Szuperdod elsöprő butaságát, kritikus helyzetekben mindig lehet rá számítani. Eredeti Bolondos dallamok szereplő: Cucu malac.
X-2: Ez a Szuperdod által Marvin, a marslakóként ismert marsparancsnok Szuperdod ősellensége. X marsparancsnok teljesen bele van bolondulva a Marskirálynőbe, és bármit hajlandó megtenni, hogy imponáljon neki, minek következtében gyakran kopogtat Szuperdod űrsisakján! Eredeti Bolondos dallamok szereplő: Marvin, a marslakó.
Dr. Agybannagy: Szuperdod kiolvasztásának felelőse, Dr. Agybannagy a Föld Galaktikai Protektorátusán belül a Sztratoszféra titkára. Ő látja el Szuperdodot és társát különleges, modern eszközökkel, illetve eszeveszett szerkentyűket és kütyüket hoz létre, amelyek rendszerint tönkremennek Szuperdod kezében.
Marskirálynő: A Mars fekete arcú, gonosz királynője. Ugyan X-2 imponál neki, ő nem szerelmes belé. Szuperdodba szerelmes, de azt a látszatot tetteti, hogy meg akarja ölni. Szuperdod sosem veszi észre, hogy Marskirálynő szerelmes belé, Röfiprof mondja neki, de erre ő rendszerint úgy válaszol, hogy tüzel Marskirálynő űrflottájára.

## Szinkronhangok
| Karakter                | Eredeti hang      | Magyar hang        |
| ----------------------- | ----------------- | ------------------ |
| Szuperdod               | Joe Alaskey       | Balázs Péter       |
| X marsparancsnok        | Joe Alaskey       | Király Attila      |
| Röfipof ifjonc űrkadét  | Bob Bergen        | Csankó Zoltán      |
| Dr. Ignatius Agybannagy | Richard McGonagle | Varga T. József    |
| Marskirálynő            | Tia Carrere       | Kisfalvi Krisztina |
| Star Johnson Kapitány   | John O'Hurley     | Balázsi Gyula      |

## Epizódok
| #             | Magyar cím                                                   | Eredeti cím                                             |  |
| ------------- | ------------------------------------------------------------ | ------------------------------------------------------- |  |
|               |                                                              |                                                         |  |
| ELSŐ ÉVAD     |                                                              |                                                         |  |
|               |                                                              |                                                         |  |
| 01.           | Szuperdod tárgyalása                                         | The Trial Of Duck Dodgers                               |  |
| 01.           | A hernyócsajok támadása                                      | Big Bug Mamas                                           |  |
|               |                                                              |                                                         |  |
| 02.           | A legjobb barát                                              | The Fowl Friend                                         |  |
| 02.           | A gyors és a tollas                                          | The Fast & The Feathery                                 |  |
|               |                                                              |                                                         |  |
| 03.           | Kacsa csalás                                                 | Duck Deception                                          |  |
| 03.           | A kém aki nem szeretett                                      | The Spy Who Didn’t Love Me                              |  |
|               |                                                              |                                                         |  |
| 04.           | Öreg kacsa nem vén kacsa                                     | Duck Codgers                                            |  |
| 04.           | Hol ez a kisgyerek?                                          | Where’s Baby Smartypants?                               |  |
|               |                                                              |                                                         |  |
| 05.           | Elkaplak te zsíros tökfej                                    | I’m Going To Get You, Fat Sucka                         |  |
| 05.           | Ketrecbe zárt kacsa                                          | Detained Duck                                           |  |
|               |                                                              |                                                         |  |
| 06.           | A K-9-es kelepcéje                                           | K-9 Kaddy                                               |  |
| 06.           | A tettek malaca                                              | Pig of Action                                           |  |
|               |                                                              |                                                         |  |
| 07.           | Szuperdod, a kalóz                                           | Shiver Me Dodgers                                       |  |
|               |                                                              |                                                         |  |
| 08.           | Kanaszta aranya                                              | The Wrath Of Canasta                                    |  |
| 08.           | Az agyatlan Dod                                              | They Stole Dodgers’ Brain                               |  |
|               |                                                              |                                                         |  |
| 09.           | A zöldfülű igazságosztók                                     | The Green Loontern                                      |  |
|               |                                                              |                                                         |  |
| 10.           | Dod hátvéd                                                   | Quarterback Quack                                       |  |
| 10.           | Szeretni egy kacsát                                          | To Love A Duck                                          |  |
|               |                                                              |                                                         |  |
| 11.           | Éjen a Hollywood bolygó                                      | Hooray For Hollywood Planet                             |  |
|               |                                                              |                                                         |  |
| 12.           | Marskirálynő a teljes idegösszeomlás határán                 | The Queen Is Wild                                       |  |
| 12.           | Vissza a suliba                                              | Back To The Academy                                     |  |
|               |                                                              |                                                         |  |
| 13.           | Az ellenségek ellensége                                      | Enemy Yours                                             |  |
| 13.           | Dod kiszáll                                                  | Duck Departure                                          |  |
|               |                                                              |                                                         |  |
| MÁSODIK ÉVAD  |                                                              |                                                         |  |
|               |                                                              |                                                         |  |
| 14.           | Malac bolygó                                                 | Pig Planet                                              |  |
|               |                                                              |                                                         |  |
| 15.           |                                                              | Invictus Interruptus                                    |  |
| 15.           | Pet Peeved                                                   |                                                         |  |
|               |                                                              |                                                         |  |
| 16.           | Elegánti haragja                                             | The Menace of Maninsuit                                 |  |
| 16.           | K9 Hajsza                                                    | K9 Quarry                                               |  |
|               |                                                              |                                                         |  |
| 17.           | Ki mit nem tud?                                              | Talent Show A-Go-Go                                     |  |
| 17.           | The Love Of A Father                                         |                                                         |  |
|               |                                                              |                                                         |  |
| 18.           | Az új Kadét                                                  | The New Cadet                                           |  |
| 18.           | A szerelemhajó                                               | The Love Duck                                           |  |
|               |                                                              |                                                         |  |
| 19.           |                                                              | The Fudd                                                |  |
|               |                                                              |                                                         |  |
| 20.           | Xero álharca                                                 | The Mark Of Xero                                        |  |
| 20.           | Láttam a kacsaembereket                                      | I See Duck People                                       |  |
|               |                                                              |                                                         |  |
| 21.           | Halálcsata kacsa                                             | Deathmatch Duck                                         |  |
| 21.           | Illúzióromboló Dod                                           | Deconstructing Dodgers                                  |  |
|               |                                                              |                                                         |  |
| 22.           | Szerepjáték                                                  | M.M.O.R.P.D.                                            |  |
| 22.           | Szuperdod farmja                                             | Old McDodgers                                           |  |
|               |                                                              |                                                         |  |
| 23.           |                                                              | Diva Delivery                                           |  |
| 23.           | Kísértet kastély                                             | Castle High                                             |  |
|               |                                                              |                                                         |  |
| 24.           | Szörf a csillagok között                                     | Surf The Star                                           |  |
| 24.           | Szamuráj kacsa                                               | Samurai Quack                                           |  |
|               |                                                              |                                                         |  |
| 25.           | Ugye tudjátok, hogy ez háborút és békét jelent? Első rész    | Of Course You Know This Means War And Peace Episode One |  |
|               |                                                              |                                                         |  |
| 26.           | Ugye tudjátok, hogy ez háborút és békét jelent? Második rész | Of Course You Know This Means War And Peace Episode 2   |  |
|               |                                                              |                                                         |  |
| HARMADIK ÉVAD |                                                              |                                                         |  |
|               |                                                              |                                                         |  |
| 27.           | Míg a végzet el nem választ                                  | Till Doom Do Us Part                                    |  |
| 27.           |                                                              |                                                         |  |
| 28.           | Megnyerő szenvedély                                          | Villainstruck                                           |  |
| 28.           | Csak mi ketten                                               | Just The Two Of Us                                      |  |
|               |                                                              |                                                         |  |
| 29.           | A kölykök mind tévednek                                      | The Kids Are All Wrong                                  |  |
| 29.           | Győzni vagy veszteni, kacsára megy                           | Win, Lose Or Duck                                       |  |
|               |                                                              |                                                         |  |
| 30.           | Vadkannak született                                          | Boar To Be Riled                                        |  |
| 30.           | Egészséges egészségtelenség                                  | Clean Bill Of Health                                    |  |
|               |                                                              |                                                         |  |
| 31.           | A legjobb kapitány és a legrosszabb kapitány                 | The Best Of Captains, The Worst Of Captains             |  |
| 31.           | Ez életomatika                                               | That’s Lifomatica                                       |  |
|               |                                                              |                                                         |  |
| 32.           | Gyémánt Boogie                                               | Diamond Boogie                                          |  |
| 32.           | A kacsának malaca van                                        | Corporate Pigfall                                       |  |
|               |                                                              |                                                         |  |
| 33.           | A 6 wazillió dolláros kacsa                                  | The Six Wazillion Dollar Duck                           |  |
| 33.           |                                                              |                                                         |  |
| 34.           | Hajszál híján harc                                           | Too Close For Combat                                    |  |
| 34.           | Az uszonyok háborúja                                         | The Fins Of War                                         |  |
|               |                                                              |                                                         |  |
| 35.           | Good Duck Hunting                                            | Good Duck Hunting                                       |  |
| 35.           | Földet nem eszünk                                            | Consumption Overruled                                   |  |
|               |                                                              |                                                         |  |
| 36.           | A gyagya kacsa agya                                          | A Lame Duck Mind                                        |  |
|               |                                                              |                                                         |  |
| 37.           | A józan karatemester                                         | Master & Disaster                                       |  |
| 37.           | Kriminális ügy                                               | All In The Crime Family                                 |  |
|               |                                                              |                                                         |  |
| 38.           | A rock az űrön át                                            | In Space, No One Can Hear You Rock                      |  |
| 38.           | A hosszútávutazó magányosság                                 | Ridealong Calamity                                      |  |
|               |                                                              |                                                         |  |
| 39.           | Hamisítatlan hősök                                           | Bonafide Heroes                                         |  |